# 世界の死刑制度の現状
世界の死刑制度の現状（せかいのしけいせいどのげんじょう、英: use of capital punishment by country）は、現在の世界各国における死刑制度の現状に関する一覧である。
なお2025年1月現在、世界には206ヶ国ほど存在している中で、国際的には死刑が廃止される方向性にあるとされるが、現在も死刑制度を存置している国も少なくない。
そのため、廃止されている国については死刑が最後に執行された年や廃止年。また存置国については現状について記載する。

## 死刑制度の世界の現状地図
次の図は2025年1月時点における世界各国の死刑制度の状況を表した地図である。

死刑廃止国
戦時の逃走(敵前逃亡・軍事施設からの脱走など)、反逆罪などの犯罪は死刑あり。それ以外は死刑を廃止
法律上は死刑制度を維持。ただし死刑を過去10年以上実施していない。もしくは、死刑を執行しないという公約をしている国
死刑存置国

## 世界の各国の現状
2016年では、死刑を全面的に廃止している国、国家を暴力で破壊しようとする犯罪を除いて通常犯罪は死刑を廃止している国、法律上死刑があるが最近10年間以上死刑の執行が停止されている国を合計すると、世界の国家数単位では多数派であるが、国際連合の2016年度の人口統計によると、人口が1位の中国、2位のインド、3位のアメリカ合衆国、4位のインドネシア、6位のパキスタン、7位のナイジェリア、8位のバングラデシュ、11位の日本、13位のエチオピア、14位のベトナム、15位のエジプト、17位のイラン、18位のコンゴ民主共和国、20位のタイ、世界の諸国の人口規模ランキングの上位10か国中の7か国、上位20か国中の14か国が、死刑制度があり、死刑判決と死刑執行がある国なので、死刑判決と死刑執行がある国の人口は、世界の人口規模単位では50％以上の多数派になっている。
日本やアメリカ合衆国などの、民主主義政治、政府による法治（法の支配）、政府による広範囲な情報公開が行われている国では、毎年の死刑判決数・死刑囚数・死刑執行数が公開されているが、独裁政権が統治している国や、政府の法治が必要十分に機能していない国では、毎年の死刑判決数・確定死刑囚数・死刑執行数は公開されていないので、詳細で正確な数値は不明であり、外国の政府機関、国際機関、民間団体などが死刑執行数を推測しているが、その推測数は国外から確認できた執行数だけであり、実際の死刑判決数・死刑囚数・死刑執行数の詳細は不明である。
アムネスティ・インターナショナルによると、2019年中に20か国で657件を確認、過去10年間で最も少なかった。

### アジア諸国
| 国名（地域も含む） | 現状     | 最終死刑執行年  | 死刑廃止年 | 備考 |
| ------------------ | -------- | --------------- | ---------- | --- |
| アフガニスタン     | 死刑存置 | 2022年          | -          | 児童人身売買に対し死刑が適用、ターリバーンが統治していた時期には公開処刑も実施されていた。その後復権し、2022年12月7日に復権後初めて公開処刑で執行されている。 |
| アルメニア         | 死刑廃止 | 1991年          | 2003年     | |
| アゼルバイジャン   | 死刑廃止 | 1992年          | 1998年     | |
| バーレーン         | 死刑存置 |                 | -          | 計画的殺人、国家転覆、侵略してくる外患と協力すること、大逆罪、戦時または戒厳令下に軍へ反抗すること等に死刑が適用される。 |
| バングラデシュ     | 死刑存置 | 2019年          | -          | 殺人罪、麻薬売買、売春目的のために国外へ児童を人身売買する行為に適用。 |
| ブータン           | 死刑廃止 | 1974年          | 2004年     | 国王の勅令によって死刑を廃止。 |
| ブルネイ           | 死刑凍結 | 1957年          | -          | 法規上は依頼殺人、武器の不法所持、大量の麻薬所持に対し死刑の適用が規定されているが、死刑の執行が半世紀以上行われていない。 |
| カンボジア         | 死刑廃止 | 1974年          | 1989年     | 王政復古時に憲法で死刑が廃止。 |
| 中国               | 死刑存置 | 2024年          | -          | 世界最多の死刑執行数。死刑適用も殺人から汚職や強姦、誘拐、国家反逆罪など幅が広い。そのため中国の人権問題の一つとして国際的非難をされることもある。2009年12月29日には、麻薬密輸罪で起訴されたパキスタン系イギリス人に外国人としては58年ぶりとなる死刑が執行された。 |
| 台湾（中華民国）   | 死刑存置 | 2025年          | -          | 死刑執行は一時的に停止していたが馬英九政権下で復活。 |
| 東ティモール       | 死刑廃止 | -               | 1999年     | 新国家樹立時に廃止。 |
| 香港               | 死刑廃止 | 1966年          | 1993年     | 中華人民共和国返還後も死刑制度復活しなかった。 |
| 日本               | 死刑存置 | 2025年          | -          | どの死刑囚を執行するか、何人執行するかは法務大臣の考え方や判断により変する。2007年～2009年7月は執行数が増加傾向だったが、増加傾向が継続するか、減少傾向になるか、執行停止になるかは法務大臣の判断による。裁判では永山基準が死刑適用基準となっている。また、2018年にはオウム真理教の開祖たる麻原彰晃（本名・松本智津夫）ほか上級幹部に対して執行されたため、史上最多となった。 |
| ヨルダン           | 死刑存置 |                 | -          | 殺人罪に適用。 |
| カザフスタン       | 死刑廃止 | 2003年          | 2021年     | テロリズム、戦時犯罪に適用。2003年12月17日から死刑執行モラトリアム。2021年1月に死刑廃止。 |
| 北朝鮮             | 死刑存置 | 2022年          | -          | 国家主権に対する陰謀、テロリズム、国家反逆罪や殺人 ただし、実際には多くの人びとが政治犯収容所で命を落としているとの指摘もある。2008年に脱北者を公開処刑したとの報道もある。また政治的闘争の結果による粛清により2013年には張成沢のような高官も処刑されている。 |
| 韓国               | 執行凍結 | 1997年 12月30日 | -          | 死刑制度が存置されており、裁判で死刑判決が下されることもあるが、死刑執行は10年以上停止されている。 |

#### 韓国（1998年以後凍結）
韓国は法的には死刑制度を有している。執行方法は一般の刑法では絞首刑、軍の刑法による死刑は銃殺刑と定められている。処刑方法の違いだけでなく、例えば朴正煕暗殺事件では、犯人らのうちただ一人の現役軍人が他の共犯者より2ヵ月半ほど早く死刑を執行されている。満18歳未満には死刑ではなく20年以下の懲役が課される。
2009年の国政監査における韓国法務省の資料によれば、韓国政府は1949年7月14日から1997年までに合わせて920名に死刑を執行した。ただし1997年12月30日に23名の死刑を執行して以来、死刑が執行された例はない（現時点の死刑囚は61名）。国内ではカトリック教会や聖公会等のキリスト教団体が法的な死刑の廃止を訴えている。

#### フィリピン（2006年に廃止）
フィリピンの死刑制度は、1987年のアキノ政権下で一度廃止されたが、1993年のラモス政権下では華僑の圧力により復活した。2001年発足したアロヨ政権では死刑執行が凍結され、2006年6月7日上下院で再度死刑廃止法案が可決された。死刑廃止後の最高刑は「仮釈放なしの終身刑」となった。2006年6月24日、アロヨ大統領が死刑廃止法案に署名、同法が成立。
アロヨ政権による死刑廃止の背景には、国内で大きな政治的影響力を有するカトリック教会が、かねてから死刑廃止を訴えており、カトリック教会の大統領への支持をつなぎとめるための決断と見られている。加えて、2006年6月25日から同大統領がヨーロッパ歴訪。バチカンでローマ教皇と会見するため、死刑廃止法案の成立を急いでいたという政治的背景も指摘されている。

#### カンボジア（1989年に廃止）
王政復古した1989年に死刑を廃止しているが、これはポル・ポト派による大虐殺が影響している。ポル・ポト派は死刑制度を利用しては政治犯を処刑し、体制反対者やポル・ポト派から見て邪魔な人物は容赦なく死刑に処せられたためである。現在は憲法により死刑は禁止されている。

#### タイ王国（存置）
1987年から1996年まで死刑執行が停止されていた。なお、執行方法は銃殺刑と定められていたが、2003年に薬殺刑へ変更された。軍事裁判所の死刑判決は被告人に上訴権を認めていない。麻薬や覚醒剤の不法所持や密売、さらには腐敗や汚職の罪などでも最高刑が死刑となっている。

#### マレーシア（2018年凍結）
危険薬物法（Dangerous Drugs Act 1952）は危険薬物の違法売買行為について量刑に死刑を定めている。単純所持の場合の最高刑は無期懲役であるが、一定量以上の薬物を所持していた場合は違法売買の目的があったと見なされ死刑が適用される場合がある。

#### シンガポール（存置）
違法薬物が関係する犯罪にも死刑が適用されるため、外国人の麻薬密売業者が死刑になった事例が何度かあり、オーストラリアなどの死刑廃止国とのあいだで外交問題に発展したことがある。

#### ネパール（1997年に廃止）
1997年、憲法の規定に、総ての犯罪に対して死刑を廃止する条文が盛り込まれた。

#### ブータン（2004年に廃止）
国王令によりあらゆる犯罪に対して廃止。

#### スリランカ（1976年凍結、1999年復活）
スリランカにおいては、1976年6月の死刑執行を最後に凍結され、歴代大統領により死刑囚は自動的に減刑された。1999年3月13日、犯罪増加報告を受けた政府は、「今後、チャンドリカ・クマラトゥンガ大統領は死刑判決を自動的に減刑しない」と発表。
2004年11月19日に発生した高等裁判所判事殺害事件を機に死刑復活世論が高まり、同年11月20日、クマラトゥンガ大統領は、強姦、殺人、麻薬に関する死刑を復活すると発表した。しかしながら死刑執行の再開まではまだ踏み切られていない。

#### パキスタン（2009年凍結、2014年復活）
パキスタンは死刑存置国であり、2014年6月、スイス・ジュネーヴで開催された国連人権理事会の会合において提出された「死刑制度のある国に死刑囚の権利保護を求める決議案」に日本、中国、インド、サウジアラビアなどとともに反対するなど死刑維持の姿勢を取っているが、一方で2009年以降、国法上の死刑の執行自体は凍結していた。しかし2014年12月、北西部のペシャワルで軍が運営する学校をイスラム過激派反政府武装勢力「パキスタン・タリバーン運動（TTP）」が襲撃し、教師・児童・生徒ら140名以上が殺害されるテロ事件が起こったことを受け、ナワーズ・シャリーフ首相は死刑執行凍結措置の解除を承認・指示し、過激派に対し厳しく対処する姿勢を打ち出した。サウジアラビア同様、預言者ムハンマドを侮辱した場合は冒涜罪で死刑となるが、法定刑はパキスタンの方が厳格である。

#### イラク（2003年凍結、2004年復活）
イラク戦争後のアメリカ軍を主体とする多国籍軍による占領時、アメリカ政府が派遣したブレマー行政官により凍結された。2004年6月30日イラク暫定政権のガーズィー・ヤーワル大統領は、アラブ有力紙のインタビューで、死刑復活を決定したと表明。適用範囲は、テロ行為や殺人、強姦に限られると述べた。2005年5月22日、イラク中部クートの特別法廷は、イラク警官の殺害、拉致などの20件の犯行に関与して訴追された、反米武装勢力「アンサール・スンナ軍」の男3人に死刑を言い渡した。死刑判決はフセイン政権崩壊後初めて。
サッダーム・フセイン元大統領に対し、死刑判決が下った。フセイン元大統領に対する死刑は死刑確定4日後の2006年12月30日に執行された（詳細はサッダーム・フセインの死刑執行を参照のこと）。この執行に対してはヨーロッパ連合各国や人権団体などから非難の声が上がっているほか、イラク国内でもスンナ派の一部住民が死刑に対するデモ活動を行い、また抗議の爆弾テロも発生し70名余りが死亡した。

#### イラン（存置）
イスラム教国家であるため、シャリーア（イスラム法）に基づく死刑が行われており、同性愛者など先進国では罪に問われない罪状での死刑も多い。

#### サウジアラビア（存置）
イスラム法に基づく死刑が行われており、世襲による死刑執行人が執行している。
サウジアラビアの裁判ではアラビア語以外での裁判を承認しなかったり、ムスリム（イスラム教徒）以外の証人を認定しないなど、国際的標準とは異なる様式の裁判が行われている。強姦被害者が死刑になるなど「西欧合理主義」に基づく倫理では理解できない死刑判決も多い。また死刑囚の人口比が世界で最も高いため、21世紀において最も死刑になる可能性のある国家でもある。
死刑の方法も、厳格なイスラム法に基づき、剣による斬首刑、銃殺刑、クレーンで吊るす絞首刑など多様な処刑方法を公開処刑でおこなうなど、他国に例の無い死刑が執行されている。また鞭打ちや手足の切断刑などの身体刑も執行している。
同国では死刑執行人は神聖な職業であるとの思想が強く、欧米のように忌み嫌われていない。また報酬は非公開であるため詳細は明らかではないが、同国の死刑執行人マホメット・サード・アルベッシュは豪奢な邸宅を所有していることから、世界一高給取りな処刑人といわれている。

### アフリカ諸国
| 国名（地域も含む）   | 現状     | 最後の死刑執行年    | 死刑制度廃止年 | 備考 |
| -------------------- | -------- | ------------------- | -------------- | --- |
| アルジェリア         | 執行凍結 | 1993年8月           | -              | 国家反逆罪とスパイ活動などの国家転覆行為、テロリズムや大量虐殺、暴動への参加、殺人や拷問などに対し死刑が適用されるとしている                 |
| アンゴラ             | 死刑廃止 | -                   | 1992年         | 憲法で廃止が規定 |
| ウガンダ             | 死刑存置 | 2005年              | -              | 強盗殺人･殺人に適用される。実際、最後の死刑が適用されたのも強盗殺人の死刑囚だった。                                                          |
| サントメ・プリンシペ | 死刑廃止 | -                   | 1990年         | 独立後死刑執行なし。1990年の憲法で廃止が規定                                                                                                 |
| ザンビア             | 死刑廃止 | 1997年              | 2023年         | 2022年12月23日ヒチレマ大統領が廃止を承認。ただし、軍法に背いた行為への対応として国防法の下で死刑制度は維持されたが、2023年12月に完全に廃止。 |
| ジンバブエ           | 平時廃止 | 2005年              | 2024年         | 死刑廃止法により廃止が規定。非常事態時に死刑停止が解除される可能性を明記。                                                                   |
| セネガル             | 死刑廃止 | 1967年              | 2004年         | |
| トーゴ               | 死刑廃止 | 1978年              | 2009年         | |
| ナミビア             | 死刑廃止 | 1988年 (南ア支配下) | 1990年         | 憲法で廃止が規定 |
| ベナン               | 死刑廃止 | 1987年              | 2016年         | 武装強盗・殺人、労働搾取への関与に適用される。                                                                                               |
| モーリタニア         | 死刑存置 | 1987年              | -              | 背教罪および成人男性であるムスリムによる同性愛行為に適用される。                                                                             |
| レソト               | 死刑存置 | 1996年              | -              | 国家反逆罪・殺人罪・HIVウイルスを拡散させる危険性のある強姦に対して適用される。                                                              |

アフリカ54カ国のうち2023年12月31日時点で25カ国が死刑廃止している。また、ブルキナファソ・赤道ギニア・ジンバブエは通常犯罪のみ廃止している。法的に廃止された国とは別に14カ国が事実上の廃止国（過去10年以上執行がなされておらず、死刑執行をしない政策または確立した慣例を持っていると思われる国。死刑を適用しないという国際的な公約をしている国も含まれる）である。合計すると54カ国のうち死刑を行っていない国は39カ国である。政情が安定している南部諸国における廃止が目立つ。ただし、政情が安定している地域でも、アラブ圏ではイスラム法の影響もあり死刑存続している国が多い。フランスの文化的影響の強い西部アフリカ諸国は、死刑執行を一時停止しているか、国事犯を除く通常犯罪への適用を行っていない国が多い。
2015年～2024年の間で死刑執行された国はアフリカ諸国では7カ国しかなく、その内のチャド・ナイジェリアは執行された年が単年ないし2年のみであり（チャドは2015年8月29日の首都ヌジャメナで38人が死亡した自爆攻撃を行ったボコハラム戦闘員10人の銃殺刑執行。後の2020年に死刑廃止、ナイジェリアは2013年の4人と2016年の3人の執行）、実質5カ国（ボツワナ・エジプト・ソマリア・南スーダン・スーダン）のみであり、ボツワナを除きアラビア半島の近くに位置する。更に、2016年～2022年までの傾向としては、エジプトが最も多く、次いでソマリアであり、どちらもイスラム教徒が9割以上を占めている国である。エジプトだけで少なくともアフリカ諸国全体の約5割を占め、ソマリアを含めた場合は少なくとも8割を占めていた。そして2023年以降においては、アフリカ大陸諸国で執行が確認された国はエジプト・ソマリアの2ヶ国である。ソマリアが最も多く死刑執行されていると推測されており、推定ながらアフリカ大陸諸国全体の約72%に当たる。
エジプトは、2020年に関して、同年9月23日に起きたアル・アクラブ刑務所で警官4人と受刑者4人が死亡する脱獄未遂事件があった影響で、2019年の32人（推定）から107人（推定）と前年に比べ3倍以上に増加しており、その年の10月と11月だけで57人（内、10月3日～10月13日の10日間で49人）の死刑執行がされた。更に、死刑執行された23人は政治的暴力に関連した事件で有罪とされた人々に対するものであり、拷問や自白の強要がされていると指摘されている。その後、人権保護を重視した欧米諸国からの圧力とシナイ半島北部の反政府勢力抑え込みの成功による治安の安定、第27回気候変動枠組条約締約国会議招致に向けた印象改善を狙うことを背景に2013年（当初は北シナイ県のみ対象。その後2017年4月に発生したコプト教教会爆破テロの発生をきっかけにエジプト全土に拡大）から続いていた非常事態宣言を2021年10月25日を解除した影響により、推定執行数が前年の約7分の2近く減少した。

### ヨーロッパ諸国
| 国名（地域も含む） | 現状     | 最後の死刑執行年 | 死刑制度廃止年 | 備考                                                       |
| ------------------ | -------- | ---------------- | -------------- | ---------------------------------------------------------- |
| アルバニア         | 死刑廃止 | 1995年           | 2007年         | 欧州人権条約に署名のため廃止                               |
| アンドラ           | 死刑廃止 | 1943年           | 1990年         | 憲法で廃止が規定                                           |
| ギリシャ           | 死刑廃止 | 1972年           | 2004年         | -                                                          |
| ハンガリー         | 死刑廃止 | 1980年           | 1990年         | -                                                          |
| アイスランド       | 死刑廃止 | 1830年           | 1995年         | 1928年に平時は廃止、議会の満場一致によって1995年に全面廃止 |
| リヒテンシュタイン | 死刑廃止 | 1785年           | 1987年         | -                                                          |
| リトアニア         | 死刑廃止 | 1995年           | 1998年         | -                                                          |
| ルクセンブルク     | 死刑廃止 | 1949年           | 1979年         | -                                                          |
| 北マケドニア       | 死刑廃止 | 1988年           | 1991年         | -                                                          |
| マルタ             | 死刑廃止 | 1943年           | 2000年         | 1971年に平時の死刑廃止                                     |
| マン島             | 死刑廃止 | 1872年           | 1993年         | -                                                          |
| モルドバ           | 死刑廃止 | 1985年           | 1995年         | -                                                          |
| モナコ             | 死刑廃止 | 1847年           | 1962年         | -                                                          |

#### フランス（1981年に廃止）
フランスは、西欧諸国でも死刑執行に熱心であり、現在では忌避される公開処刑を1939年まで継続していた。19世紀中頃から、処刑される時刻は、午後3時から、朝、そして夜明け前というように変遷した。処刑は市場の広場のような公共の場で実行されたが、徐々に刑務所の処刑場に変更された。なおフランス革命以来、死刑執行方法はギロチンが廃止まで使用されていた。最後の公開処刑はベルサイユの聖ピエール刑務所で、1939年6月17日に6人を殺害した死刑囚に執行されたのが最後であった。この時の処刑の写真は新聞で発表されている。
なおフランスでは死刑執行人はムッシュ・ド・パリ（本来はパリのみ）が執り行うことになっていたが、1870年11月以降は死刑執行人がフランス全土で1人だけになった。また死刑執行人の氏名は公開されており、プライバシーの観念が薄かった時代には、死刑執行人の家系図から履歴書までマスコミで暴露にされたこともあった。このため、死刑執行人の家族や親族が自殺した事例も多い。これは死刑執行人はフランスにおいては偏見と侮蔑の目で見られ、決して名誉とされないなど社会的評価が低く、他の職業へ転職することが出来ないうえに、政府の経費削減のためわずかな固定給しか支給されず（第二次世界大戦後は年間6万フラン）、工員という副業をしなければ生活できないなど経済的に恵まれたものでなかったためである。
第二次世界大戦後長く死刑執行人として勤めたアンドレ・オブレヒトは、アルジェリア民族解放戦線19人の死刑を執行した1960年に「副業」の工場労働者としての休暇を使い切ったため、法務省の役人に頼んで会社経営者を説得してもらったが、結局は会社を辞めて死刑執行業務をしたというエピソードがある。
ナチス占領下にあった当時、反独闘争を行うレジスタンス運動などに対し死刑適用が濫発された結果、19世紀以来なかった女性に対する処刑を含め執行数が増加し、2948人の処刑が執行されているが、これは1870年から1977年までのフランスでの処刑件数よりも多い数字だという。
そのためか、フランスでは死刑執行が戦後大幅に減少していった。1960年を除けば死刑執行数は年に数人で、執行が行われない年もあった。また1969年から1974年の間に在職したジョルジュ・ポンピドゥー大統領の時代には、一部を除き死刑囚を恩赦していた。最後の処刑は最後の死刑執行人であるマルセル・シュヴァリエの手で1977年9月10日に執行された。
1981年に就任した社会党のフランソワ・ミッテラン大統領（当時）が「私は良心の底から死刑に反対する」と公約し当選。弁護士のロベール・バダンテールを法務大臣に登用し、「世論の理解を待っていたのでは遅すぎる」と死刑廃止を提案。国民議会の4分の3の支持を得て決定した。西ヨーロッパで最後の死刑廃止国となった。世論調査機関TNSソフレスによる、死刑制度廃止当時の世論調査では、死刑制度の存続を求める声は62パーセントを占めていた。死刑廃止法は、『loi n°81-908 du 9 octobre 1981』である。
1985年12月20日に、フランスは人権と基本的な自由を保護するための"additional protocol number 6" を批准し、戦時以外にフランスが死刑を復活することはないことを意味するものであった。また2002年5月3日に、フランスと30カ国は"additional protocol number 13" に署名し、戦時も含めあらゆる状況における死刑を禁じるものであった。2003年7月1日に実施された。
2006年9月18日にソフレスが発表した世論調査によると、「死刑廃止25周年」を迎えて、52パーセントが「死刑制度復活反対」と答え、「死刑制度復活」を望む意見は42パーセントであった。支持政党別で、死刑復活賛成は、右派政党の国民連合支持層で89%。与党・国民運動連合（UMP）で60%。社会党支持層は賛成は30%となった。若齢、高学歴者ほど死刑復活反対の傾向が強かった。ただし、フランスの政治家で死刑制度復活を公言しているのは国民連合指導者のジャン＝マリー・ル・ペンなど少数であるうえに、死刑制度を廃止する国際条約に批准しているため、事実上不可能となっている。
2004年には、フランス下院に悪質なテロ行為に対する死刑を復活させる1512号法案が提出されたが、成立することは無かった。
2006年1月3日には、ジャック・シラク大統領（当時）が死刑を禁止する憲法の改正を発表した。2007年2月19日にフランス国会は圧倒的多数の賛成で憲法修正案を可決した（賛成828票、反対26票）。そのため憲法に死刑の廃止が明記された（詳細は、『Article 66-1 de la Constitution de la Cinquième République française』）。

#### ドイツ（1949年に廃止）
1849年に開催されたフランクフルト国民議会で起草されたドイツ憲法案では、自由主義的色彩の濃いものであり死刑の適用をほとんど除外するように規定されていたが、実際に成立することは無かった。
ナチ党により率いたナチス・ドイツ政権のアドルフ・ヒトラー総統は、犯罪に対する行きすぎた厳罰化政策を推進した結果、およそ40,000人に死刑宣告が行われた。処刑の効率を上げるためにギロチンが使われたが、1942年からは落差のない高さで行う絞首刑も行われた。また軍人に対する銃殺執行隊も準備されていた。なお死刑が適用できる犯罪として殺人、国家反逆罪、反逆罪教唆のほか、スパイ活動、地下出版や外国のラジオを聞くこと、良心的兵役拒否者を隠匿する行為など、第三帝国が「不必要」と判断した者を死に追いやることが出来た。また罪を犯していなくても粛清によってユダヤ人を含め多数の国民を処刑した。
ドイツでは死刑執行人が世襲であった。第一次世界大戦敗戦後のヴァイマル共和政時代から第二次世界大戦敗戦後まで死刑執行人を務めたドイツ最後の死刑執行人であったヨハン・ライヒハート（1893年-1972年）は前述のナチスの大量処刑時代に死刑執行業務についていたため、公式記録の残る死刑執行人としては歴史上最大の3,165人の処刑に携わった記録を持っている。この中にはナチスの占領地における処刑の数字も含まれている。なお彼はナチス党員であったため、戦後戦犯として連合国に逮捕されたが処刑命令に忠実に当たっただけとして無罪になった。そのうえで1946年5月末にランズバーグ刑務所で156人のナチス戦犯を処刑するために彼は再雇用され、かつて処刑命令を出していた政治指導者達を処刑するという歴史の皮肉な役割を担った。
1945年から1946年にかけて行われたニュルンベルク裁判ではナチスの戦争犯罪人に死刑が適用されたが、旧西ドイツ最後の処刑は、1949年に強盗殺人犯に対するギロチン刑が行われた。その後旧西ドイツは戦争中に多数の国民を処刑した反省から他国でいう憲法にあたるドイツ基本法制定時に死刑が廃止された。ただし1963年に発生した、タクシー運転手連続殺人事件をきっかけに西ドイツで死刑の再開が議論されたが、再開されることはなかった。なおライヒハートは死刑再開法案を支持する政治活動に招待され、その場で処刑を最も早く残酷でない方法で行うにはギロチンが良いと主張したという。
一方の旧東ドイツも1987年には死刑を廃止した。

#### イタリア（1948年に廃止を規定、2007年に全廃）
イタリアでは、前述のようにトスカーナ地方の専制君主レオポルド1世（後の神聖ローマ皇帝レオポルト2世）によって1786年には完全に死刑を廃止した。欧州諸国では初の死刑廃止であった。イタリア王国として統一された1860年以後も死刑制度はトスカーナを除いて存続していた。その後イタリアの両上下両院の承認によって1889年に刑法改正で廃止されたが、実際には1877年以降死刑が執行されていなかった。これはイタリア国王ウンベルト1世の勅令（1878年1月18日）によるものであった。ただし死刑制度は、軍法会議によるものとイタリア植民地の刑法では存続していた。
1926年にイタリアの独裁者ベニート・ムッソリーニによって大逆罪に対する死刑が適用されるようになり、ムッソリーニの暗殺未遂事件を契機に行われた刑法改正で1931年7月1日以降は、一般犯罪に対しても死刑が復活した。そのためファシスト政権下で死刑が多用されるようになった。
イタリア最後の死刑執行は1947年3月4日に行われた。これは1945年に10人を殺害した強盗犯3人に対する銃殺刑であった。その直後制定されたイタリア共和国憲法（1947年12月27日国民投票で承認、1948年1月1日から施行）は、平時における死刑制度を廃止したもので、1948年1月22日に立法によって実施された。ただし1994年10月13日まで軍法会議の判決の最高刑は死刑（実際は執行例はない）であったが、2007年に憲法改正が行われ憲法第27条4項の『死刑は、戦時軍法の規定する場合を除いては、これを認めない』が改正され、いかなる犯罪に対しても死刑が禁止された。

#### スペイン（1978年に平時のみ廃止、1995年に軍法上も含め完全廃止）
スペインでは最後の死刑執行は1974年3月2日に行われた。1978年に制定された新憲法により、スペイン軍の戦時軍法上によるものを除いた死刑が廃止され、1995年に軍法上も含め完全廃止された。

#### ポルトガル（1867年に廃止）
ポルトガルでは、西欧では最も早く1867年に死刑を廃止している。ポルトガル国民の多くはカトリックであり、殺人行為に対する嫌悪感が非常に強いことが背景にある。この政策はサラザール独裁政権下にも引き継がれ（サラザールはカトリック聖職者から経済学者、政治家に転身した）、その後の政権においてクーデターが数度起きるなど政情不安の時代もあったが、死刑は復活せず今日に至っている。

#### イギリスグレートブリテン及び北アイルランド連合王国（1969年にイングランド、ウェールズ、スコットランドの3地域廃止、1973年に北アイルランド廃止、1998年に完全廃止）
イギリスにおける死刑廃止思想は古く、トーマス・モアにまで遡ることができる。これは当時のイギリスでは数多くの罪状に対し死刑が適用されており、非常に多くの人びとが処刑されていたことが背景にある。1723年のブラック法では窃盗犯や紙幣偽造犯など50もの罪状に適用されていた。また「被害者が自衛する機会がない」として強盗犯よりも悪質とされていた窃盗犯に対しては処刑される場合も少なくなかった。このような厳罰主義の法制と刑罰体系を後世「血の法典」と呼ばれた、このように厳罰にしたのは、犯罪者を死刑にすれば犯罪は減ると支配階層が考えたこともあるが、有産階級の財産を守る為でもあった。1660年以降、死罪になる罪名は50から1750年には160、1815年には288と増加した。このとき、死罪になる犯罪は、5シリング以上の価値のあるものの窃盗、馬若しくは羊の窃盗、放火反逆殺人の脅迫状が含まれた。
なお一般庶民は絞首刑に処せられており、例外的に貴族は斬首刑が適用されていた。また殺人や強盗といった凶悪犯の処刑が一般的であったが、少年犯罪者（「悪意の明らかな証拠」のある場合は、7歳から絞首刑を適用できるとされていた）に対する死刑宣告は実行されない場合もあったが、現代の基準から見ると死刑をもって償わなければならない程ではないと思われる罪で死刑が執行された少年も少なくなかった。たとえば1800年に小間物商の帳簿を偽造した10歳の子供が詐欺罪で処刑されたほか、1808年には7歳の少女を放火犯として処刑（かつてギネスブックの最年少の死刑囚として収録されていた）された。
死刑判決が教会の儀式のひとつとして赦されたり、また軍務につくと永久に執行猶予される場合もあった。そのため1770年から1830年の間にイングランドとウェールズでは3万5,000人に死刑が宣告されたが、実際には7,000人に対し死刑が執行され、相当が免除されていたが、それでも少なくない数字であった。
このように、19世紀まで、あまりにも死刑の適用範囲が広すぎたため、1808年にはスリのような窃盗犯が除外された。1820年代から30年代にかけて多くの死刑適用犯罪が外されるようになり、1823年には裁判官に反逆罪と殺人以外には死刑を適用できないように法を変えた。また、犯罪者を死刑ではなく、当時イギリスの植民地であったオーストラリアへ流刑にするようになった。このように19世紀には徐々に死刑を適用できる犯罪を制限するようになったが、それでも国家反逆罪や殺人に対しての死刑制度は存置された。また1866年にはイギリス国内では公開処刑は廃止され、死刑執行は刑務所内で行われるようになった。
1908年には16歳以下に対する死刑が禁止され、1933年には18歳以下に年齢が引き上げられた。また1931年には妊婦の死刑が禁止された。そして1938年には死刑廃止案は下院を通過したが、第二次世界大戦勃発により死刑廃止は立ち消えとなった。なお1900年から1949年までに、イングランドとウェールズでは621人の男性と11人の女性が処刑されたが、戦時特別立法によって13人のドイツのスパイも処刑された。
イギリスでは戦後も死刑制度が存置されていたが、1957年の法律では殺人犯のうち囚人による看守の殺害や警察官殺害犯、爆弾テロ犯などに死刑の適用が限定されるようになった。これによって死刑制度擁護派に譲歩した形になった。しかしながら、エヴァンス事件やA6殺人事件など、決定的な証拠が無いまま処刑され冤罪が疑われる事件をきっかけとして死刑廃止要求が再燃。
1965年には労働党議員が提出した死刑廃止法案が下院を通過すると保守党内にも同調者が増加。結局、同年11月9日に5年間死刑執行停止する時限立法が議会で可決された。なおイギリス国内最後の死刑執行は1964年8月13日に、リバプールのウォールトン刑務所で行われた。
その後ジェームズ・キャラハン内務大臣（労働党第1次ウィルソン内閣、ハロルド・ウィルソン首相）の下1969年12月に死刑廃止を決定した。なお当初は北アイルランドは適用が除外されていたが、1973年に北アイルランドも死刑が廃止された。またIRAのテロが活発になった1975年以降、死刑復活が叫ばれるようになった。復活論者であったマーガレット・サッチャー率いる保守党政権が総選挙で圧勝し、2度死刑復活法案が提出されるが大差で否決（1度目は362対243、2度目は357対195）された。
なお、イギリスでは死刑が実際に全面的に廃止されたのは1998年のことである。それまでは海賊行為、国家反逆罪、軍隊内部の犯罪について死刑の適用ができるとされていたが適用された事例は皆無だという。またイギリス王室領であるチャンネル諸島では執行された事例はなかったが、法律上2006年まで死刑制度が存続していた。そのため1984年にジャージー島で死刑を宣告された被告人がいたという。またマン島では1993年にようやく死刑が廃止されたが、最後に処刑が行われたのは1872年の事であり、それまで死刑判決が確定しても、内務大臣によって終身刑に減刑されていたという。

#### スウェーデン（1921年に廃止）
スウェーデンでは1800年から1866年の間に644人の死刑執行が行われていたが、殺人罪以外で死刑が適用されたのは1853年に発生した集団暴行事件の首謀者に対するものが最後であった。だが、1866年以降1921年までに死刑が執行されたのは15人と激減した。最後の執行は1910年1月に発生した強盗殺人犯に対するもので、1910年11月23日にストックホルムで行われたが、ギロチンがスウェーデン史上唯一死刑執行に使われた。それまでは斬首刑で行われており、絞首刑は1864年の刑法改正で削除（実際には1836年を最後に使われていなかった）されていた。
スウェーデンで死刑が廃止されたのは、1921年3月であるが、この時は「戦時犯罪を除く」とされた。全体的に死刑が廃止されたのは1973年1月1日以降である。また1975年の憲法改正で死刑の絶対禁止項目が盛り込まれた。
スウェーデンの世論であるが、死刑制度への支持率は30から40%の間を変化しているという。スウェーデンの世論調査会社SIFOによる2006年の調査によれば、スウェーデン市民の36%が『死によって罰されなければならない犯罪があると思う』と考えており、特に若い男性のほうが他の年齢層よりも支持率が高かった。しかし他の年齢層では死刑に対する支持は概ね低かったという。

#### バチカン市国（規定無し、実態は事実上廃止）
バチカン市国には、死刑に関する規定は存在しない。これはバチカンが主権国家でありながら、全カトリック教会の総本山という立場上、刑法その他の法律を独自に有していないためである。ただし、犯罪及び刑罰に関する法律はイタリアの法律が適用される。前述の通り、イタリアでは死刑が全廃されているため、バチカンでも死刑は事実上廃止されている。
カトリック教会の伝統的な見解では、「報復のための死刑は不可、犯罪予防、威嚇のための死刑は人命救助の観点から可」という教義上の立場をもち、長くその立場を維持している。しかし、「近代社会においては終身刑によって犯人の再犯の予防および他の犯罪者に対しての威嚇の役目は十分果たされている」との見解も示しており、現在では「全ての命は神聖である」として死刑には反対している。また現代の多くの死刑が「報復」の役目を果たしていることにも言及し「死刑は憎悪と復讐心に満ちた行為」「罪をもって罪を裁くことは殺人である」と表明している。
ただし、一部の極貧の途上国（最貧国とされる国々の中でも、カトリック信徒が国民の多数派を占めるアフリカ諸国を念頭においていると考えられる）においては「近代国家並みの懲役制度の維持が不可能な場合」があり、この場合は凶悪犯罪者を社会から隔離することができない場合もあることを認めており、この場合は例外として全カトリック教会の総本山である教皇庁（バチカン）は「死刑もやむなし」との見解を示している。

#### ロシア（1996年以後凍結）
ソ連時代末期の1988年に当時の民主化と人道主義の観点から、死刑の適用対象から60歳以上の高齢者と経済犯罪を除外した。その後は非常に悪質な故意殺人に対してのみ死刑制度が存置されていた。
1996年の欧州議会加盟時に死刑執行を停止。1999年に憲法裁判所が死刑判決を正式に禁止した。しかし一部の下級裁判所は死刑判決を継続している。停止は2007年初めに期限切れとなる。ロシアが2006年5月に欧州評議会議長国に就任したことをきっかけに、ヨーロッパ諸国から死刑廃止議定書批准を求める声があがっている。
だがテロ事件頻発を背景に、死刑復活を求める世論が高まりを見せている。ウラジーミル・プーチン大統領は死刑廃止を行う事を示唆しているものの、詳細な具体策を明らかにしていない。2006年2月9日には多数の児童が殺害された2004年9月の北オセチア共和国で発生したベスラン学校占拠事件（犠牲者数386人）の被告人（32人いた犯行グループ唯一の生存者とされている）に対しロシア検察当局が死刑を求刑した。しかしながら、結局2006年5月16日の判決公判では終身刑が宣告された。なお同人は刑務所内で復讐のため殺害される危険から身柄を守るため、偽名で安全体制の整った刑務所に収監されているとされるが、ロシア当局は彼の生死を含む現状の情報を一切公開していない。またチェチェン人武装勢力によるMi-26ヘリコプターの撃墜事件（2002年8月19日発生、犠牲者数127人）では、地対空ミサイルを使用し墜落させた実行犯に対し、2004年4月に終身刑が宣告され確定している。
なおロシア憲法裁判所が、2009年11月19日に死刑廃止を定めた欧州人権条約を批准するまで死刑執行を禁じる決定を出したため事実上廃止された。

### 北アメリカ及びカリブ海諸国
| 国名（地域も含む）               | 現状     | 最終死刑執行年  | 死刑廃止年      | 備考 |
| -------------------------------- | -------- | --------------- | --------------- | --- |
| アメリカ合衆国                   | 死刑存置 | 2025年          | -               | 民主主義国家最多の死刑執行数。ただし近年は合衆国最高裁が死刑の適用を制限する判例を出したため、判決言い渡し及び死刑執行は減少傾向にある。連邦法と州法が並立する体系でもあり、23州 とワシントンD.C.と自治領と信託統治領では死刑制度が廃止されている。 |
| カナダ                           | 死刑廃止 | 1962年 12月11日 | 1976年 （平時） | 1998年に戦時も全面廃止。 |
| メキシコ                         | 死刑廃止 | 1961年          | 2005年          | メキシコ内戦後の1917年以降、憲法によって死刑廃止がうたわれたが、但し書きで戦争中の反逆罪、親殺し、故意の殺人、放火、誘拐、強盗、海賊行為及び軍隊内の犯罪に対し存置。論争の末、2005年に廃止された。                                                  |
| ベリーズ                         | 死刑存置 | 1986年          | -               | 情状酌量すべき事情のない殺人事件のみに死刑適用。 |
| コスタリカ                       | 死刑廃止 | 1859年          | 1877年          | 憲法に死刑廃止が明記されている。 |
| キューバ                         | 死刑存置 | 2003年          | -               | |
| ニカラグア                       | 死刑廃止 | 1930年          | 1979年          | 憲法に死刑廃止が明記されている。 |
| パナマ                           | 死刑廃止 | 1903年          | 1903年          | 憲法に死刑廃止が明記されている。 |
| セントクリストファー・ネイビス   | 死刑存置 | 1998年 7月20日  | -               | 殺人犯に適用。 |
| セントルシア                     | 死刑存置 | 1995年 10月17日 | -               | 殺人犯に適用。 |
| セントビンセント・グレナディーン | 死刑存置 | 1995年 1月13日  | -               | 殺人犯に適用。 |
| トリニダード・トバゴ             | 死刑存置 | 1999年 7月28日  | -               | 殺人犯に適用。 |
| タークス・カイコス諸島 （英領）  | 死刑廃止 |                 | 2002年          | |

#### アメリカ合衆国
2021年3月にバージニア州で死刑が廃止され、23州で廃止となった。

#### カナダ（1976年に廃止）
カナダでは絞首刑で死刑が行われており、旧宗主国のイギリス同様特定の死刑執行人が執り行うことになっていた。また第一次世界大戦では敵前逃亡罪などで25人（うち殺人罪2人）のカナダ軍兵士が銃殺された。また第二次世界大戦でも1人が銃殺された。最後の死刑執行は1962年12月10日に2人に対して行われた。
1961年に刑法が改正され、死刑の適用が計画的な殺人などに限定されたが、1963年の総選挙で勝利した自由党政権によって死刑宣告の方法が改定されたため事実上カナダの死刑制度は終焉を迎えた。その後、死刑制度をめぐる様々な論争が行われたが、1976年7月14日に死刑が廃止されるまで、カナダで1,481人が死刑を宣告され、そのうち710人（男性697人、女性13人）であった。カナダ政府は死刑を廃止した理由として「誤審のために、個人の生命を奪う権利を国が行使することに対する懸念と、犯罪抑止力としての死刑の働きが不確実であるため」としている。廃止派はロジャー・フッド『世界の死刑』(2002年) によると、カナダでは、人口10万人当たりの殺人の比率は、殺人に対する死刑廃止の前年（1975年）の3.09件から死刑廃止後には2.41件（1980年）に低下した事実を指摘している。しかし一方でStatistics Canadaの統計データによると、人口10万人当たりの殺人の比率は、1966年の一般殺人罪の死刑廃止（1.26人/10万人）から1977年まで（3.03人/10万人）殺人発生率が増加したと言うデータもしめされている。
またカナダ政府は、カナダに逃亡した犯罪者が相手国から死刑の適用が行われないと確証がないかぎり、引き渡さない方針をとっている。

#### メキシコ（2005年に廃止）
メキシコ内戦終結後の1917年に憲法で死刑廃止が規定された。しかし、但し書きで戦争中の反逆罪、親殺し、故意の殺人、放火、誘拐、強盗、海賊行為及び軍隊内で発生した軍法会議では死刑制度が維持されていた。ただし最後に死刑執行が行われたのは1961年8月9日に行われた死刑であり、当時28歳のホセ・イサイアス・コンスタンテ・ラウレアーノ（罪状：兵士として従軍していた時、酔っぱらった状態で仲間と口論して、同僚2人をライフルで殺害）が夜明けを見ながら死にたかったため、目隠しをしないことを希望した上で、銃殺刑により執行された 。それでも死刑の廃止には異論が根強くあり、全面的に死刑が廃止されたのは2005年の事であった。ただし、麻薬組織などに対しては治安機関はしばしばその場でメンバーを処刑している。

#### 中米・カリブ海沿岸諸国

##### グアテマラ（2017年に平時のみ廃止、軍法上は存置）
グアテマラでは、1983年以降5回の死刑執行があった。すべてテレビで中継された。1996年9月13日、1993年4月19日に当時4歳の少女であったソニア・マリソル・アルバレス・ガルシアを誘拐しレイプ殺害したロベルト・ヒロンとペドロ・カスティージョの銃殺刑が執行された。受刑者は銃殺執行隊による最初の銃撃を生き延びたため、分隊長が死刑囚の頭に銃弾を撃ち込んだ。この処刑はテレビ中継され、論争を呼んだ。議会は死刑の執行方法を銃殺から致死量の薬物投与に切り替えた。
最後の死刑執行は2000年6月29日に行われた。誘拐殺人犯のアミルカル・セティーノ・ペレスとトマス・セラテ・ヘルナンデスが薬殺刑により処刑され、その模様はテレビ放送された。
2002年ポルティージョ大統領が死刑制度廃止の法案を提出するが、議会が否決。
2005年から2012年にかけて54人の死刑囚全員が終身刑に減刑された。
2017年10月、グアテマラは一般犯罪に対する死刑を廃止した。グアテマラのアレハンドロ・ジャマティ大統領は死刑を支持している。

##### ベリーズ（存置、執行は停止）
イギリス連邦では珍しい死刑存置国であるが、1985年に1人が執行されて以来事実上停止状態にある。なおベリーズの刑法は第一級殺人に対する絶対的死刑を規定している。

##### キューバ（存置）
2000年以来刑の執行を停止していたが、2003年4月に、アメリカへの渡航目的でフェリーを乗っ取り逮捕された3人に対し死刑が執行された。この際、国連人権高等弁務官事務所から執行停止を勧告されたが、キューバ政府は拒否した。

### 南アメリカ
| 国名         | 現状     | 最後の死刑執行年 | 死刑制度廃止年     | 備考 |
| ------------ | -------- | ---------------- | ------------------ | --- |
| アルゼンチン | 完全廃止 | 1956年           | 2009年（完全）     | アルゼンチン憲法では「政治犯に対し、死刑もしくはあらゆる拷問をすることは永遠に廃止する」と規定。1984年に平時廃止、2009年に完全に廃止された。                                         |
| ボリビア     | 完全廃止 | 1974年           | 2009年（完全）     | 1997年に平時廃止、2009年に憲法に正式に死刑の撤廃が明記された。 |
| ブラジル     | 平時廃止 | 1855年           | 1979年（平時）     | 戦時下の軍部の重大犯罪には死刑が適用 |
| チリ         | 平時廃止 | 1985年           | 2001年（平時）     | 可能性は極めて少ないが軍隊内部の特別な犯罪について死刑が適用される可能性を示唆している、最後の死刑は政治犯に対するものといわれている。                                               |
| コロンビア   | 完全廃止 | 1907年5月7日     | 1991年             | 1991年憲法では『生きる権利は不可侵であり、死刑は適用できない』と規定。最後の死刑はマヌエル・サトゥリオ・バレンシアという黒人の放火犯に対して執行された（冤罪だったといわれている）。 |
| エクアドル   | 完全廃止 | 1884年           | 1906年             | - |
| ガイアナ     | 死刑存置 | -                | -                  | テロリストに対してのみ適用 |
| パラグアイ   | 完全廃止 | 1928年           | 1992年             | 憲法で規定 |
| ペルー       | 平時廃止 | 1979年           | 1979年（他の犯罪） | テロリズムに対してのみ適用 |
| スリナム     | 完全廃止 | 1982年           | 2015年             | 憲法で廃止を規定 |
| ウルグアイ   | 完全廃止 | 1905年           | 1907年             | 憲法で廃止を規定 |
| ベネズエラ   | 完全廃止 | -                | 1863年             | 憲法で廃止を規定 |

#### ペルー（1979年に平時のみ廃止）
これまでペルーでは、1979年に最後の死刑が執行され、一般刑法犯に対する死刑は廃止され終身禁固を最高刑としている。またテロリズム実行による国家反逆罪および戦時下での反逆罪に対する死刑は1993年のペルー憲法で認められているため、死刑適用が可能であると規定されている。ただし1993年憲法発布以後に死刑判決を受けたテロリストはいない。たとえば左翼武装組織「センデロ・ルミノソ」の指導者アビマエル・グスマンは、当局が死刑によって「殉教者」になることを危惧し、終身刑で服役させるとともに囚人服姿でマスコミの前で出演させ「生き恥」をさらし、カリスマ性を奪うことで組織の弱体化を図った。その一方で1996年に発生した在ペルー日本大使公邸占拠事件では翌年4月に人質救出作戦「チャビン・デ・ワンタル作戦」が実行された。人質犯のトゥパク・アマル革命運動のメンバー14人全員が死亡したが、実際には降伏した無抵抗の者を虐殺したのではないかとの疑いがあり、後に特殊部隊指揮官らが訴追された。そのため、国家に対する反逆者は時と場合によって生命与奪が行われているといえる。
一般刑法犯に対する死刑をめぐる論議であるが、2006年6月に就任したアラン・ガルシア大統領は、選挙公約の一つに掲げた、テロリストに死刑を適用できる法案や「7歳未満の子供に、性的暴行を加え殺害した被告への死刑適用」を認める法案など4つの法案を、9月21日に議会へ提出、審議が行なわれていた。そのうち児童性的虐待による殺害に対する死刑適用の法案提出の背景に、日本の広島県で2005年に発生した少女暴行殺害事件（広島小1女児殺害事件）で、容疑者として逮捕された日系ペルー人が、母国において同様の性犯罪を繰り返していたにも関わらず、司法の不手際で収監を逃れたことにより、「年少者に対する性犯罪」の厳罰化世論が高まったことや、殺害した場合の死刑適用に8割が賛成するなどの世論調査の結果が挙げられる。
また法案のうち2案では、死刑制度を復活させるため、死刑の拡大を禁止する米州人権条約からの脱退することが提起されていた。これらの法案であるが、テロリズムに対する法案のみがペルー国会で2007年1月10日に投票されたが、49人中の23票の賛成しかえられず反対多数で否決された。

#### コロンビア（1863年に廃止、1886年に復活、1910年に廃止）

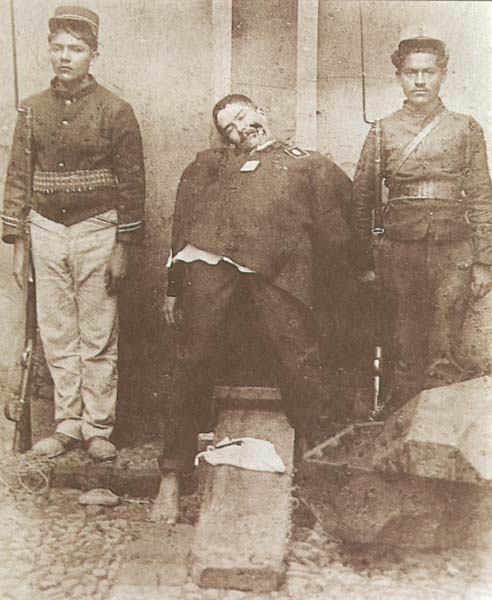
メデジンでの処刑。1906年頃。

コロンビアでは、1851年に政治犯に対する死刑が廃止され、1863年制定のリオ・ネグロ憲法で死刑が全廃された。これは西欧で最も早く死刑を廃止したポルトガル（1867年）よりも早い廃止であったが、1886年憲法第29条で復活した。1899年、千日戦争勃発。1886年憲法では政治犯罪への死刑適用は禁止されていたが、即決処刑が横行した。最後の死刑執行は1907年であり、1910年憲法で死刑が再び廃止された。
1991年憲法第11条で「生命に対する権利は不可侵である。死刑はない」と規定され、死刑廃止が明記された。
同国では、1960年代初頭の殺人事件発生数は約3000件だったが、1990年代初頭には10倍の約30000件に達した。とりわけ国境付近のプトゥマヨ県、グアビアーレ県、アラウカ県では10万人当たりの殺人事件発生数は100人に達した。1990年代には、発生した殺人事件のうち犯人の97%が処罰を受けなかった。
こうした中で、1996年2月21日にエルネスト・サンペール・ピサノ大統領（当時）は声明で、誘拐犯罪に対する死刑の復活を可能にする法案を議会に提出する予定であると言明した。この法案の目的は、当時、コロンビアで一般的になりつつあった誘拐への対抗と、無防備な人々への虐殺と殺人を防ぐことであった。しかし、1997年8月5日、コロンビアが「死刑の廃止を目的とした、市民的および政治的権利に関する国際規約の第2選択議定書」を批准し、31番目の批准国となったため、このプロジェクトは実を結ばなかった。この国際条約は1989年12月15日に国連総会で採択され、宣言された。
1999年に児童多数が殺害されたルイス・ガラビートの事件では、犯行の残忍さや悪質さに対し刑罰が軽すぎるとして、死刑復活を求める声が上がった。
2008年3月1日、コロンビア軍は隣国エクアドルのコロンビア革命軍拠点を越境空爆し、ラウル・レジェスら23名を殺害した。アンデス危機に発展したこの事件をはじめとして、コロンビア政府・治安当局者による超法規的な処刑は日常的に行われているとの指摘もある。コロンビア内戦中の2002年から2008年にかけて、民間人少なくとも6400人が左翼ゲリラとの関係を疑われて不法に殺害されたとみられる。
2010年9月13日、フアン・マヌエル・サントス大統領は、2010年法律第1410号を制定し、「死刑廃止に関するアメリカ人権条約の議定書」を承認した。これは1990年6月8日、パラグアイのアスンシオンで開催された米州機構（OAS）総会で採択され、「誰もが自分の生命を尊重する譲渡できない権利を有し、この権利はいかなる理由によっても停止することはできない」とされている。

#### ブラジル（1978年に平時のみ廃止、軍法上は存置）
※ラテンアメリカ諸国の傾向として、2024年末時点で61%の国（33カ国中20カ国）が一般犯罪に対する死刑を廃止し、45%の国（33カ国中15カ国）が完全な死刑を廃止している。死刑制度存続国も、2008年12月19日にセントクリストファー・ネイビスで妻を殺害した罪でチャールズ・エルロイ・ラプラスが絞首刑により執行されたのを最後に10年以上死刑を執行していない。

### オセアニア
| 国名（地域も含む） | 現状     | 最後の死刑執行年 | 死刑制度廃止年 | 備考 |
| ------------------ | -------- | ---------------- | -------------- | --- |
| オーストラリア     | 全面廃止 | 1967年1月3日     | 1985年全豪廃止 | （各州の廃止年）クイーンズランド：1922年, タスマニア: 1968年, 連邦政府: 1973年, ノーザンテリトリー: 1973年, ヴィクトリア: 1975年, 南オーストラリア: 1976, キャンベラ 1983年, 西オーストラリア: 1984年, ニューサウスウェールズ: 1985年 |
| クック諸島         | 平時廃止 | 執行例無         | 1990年         | 国家反逆罪で死刑を規定 |

オーストラリア、ニュージーランド両国はいかなる場合も死刑を廃止している。
ニュージーランドには死刑廃止後、復活させた事があったが、今日は死刑を非人道的として完全に廃止している。
島嶼諸国も死刑廃止している。パプアニューギニアでは2022年に廃止された。

## 死刑廃止年表
以下の年表は、国連加盟国または国連オブザーバー資格を持つ独立国のうち、死刑を完全に廃止した110ヶ国を年代順に並べたものである。
| 死刑廃止年 | 国 | その年に死刑廃止された国の数 | 累計 |
| ---------- | --- | ---------------------------- | ---- |
| 1863年     | ベネズエラ                                                                                               | 1                            | 1    |
| 1865年     | サンマリノ                                                                                               | 1                            | 2    |
| 1877年     | コスタリカ                                                                                               | 1                            | 3    |
| 1903年     | パナマ                                                                                                   | 1                            | 4    |
| 1906年     | エクアドル                                                                                               | 1                            | 5    |
| 1907年     | ウルグアイ                                                                                               | 1                            | 6    |
| 1910年     | コロンビア                                                                                               | 1                            | 7    |
| 1928年     | アイスランド                                                                                             | 1                            | 8    |
| 1949年     | ドイツ                                                                                                   | 1                            | 9    |
| 1956年     | ホンジュラス                                                                                             | 1                            | 10   |
| 1962年     | モナコ                                                                                                   | 1                            | 11   |
| 1966年     | ドミニカ共和国                                                                                           | 1                            | 12   |
| 1968年     | オーストリア                                                                                             | 1                            | 13   |
| 1969年     | バチカン                                                                                                 | 1                            | 14   |
| 1972年     | フィンランド                                                                                             | 1                            | 15   |
| 1973年     | スウェーデン                                                                                             | 1                            | 16   |
| 1976年     | ポルトガル                                                                                               | 1                            | 17   |
| 1978年     | デンマーク ソロモン諸島 ツバル                                                                           | 3                            | 20   |
| 1979年     | キリバス ルクセンブルク ニカラグア ノルウェー                                                            | 4                            | 24   |
| 1980年     | バヌアツ                                                                                                 | 1                            | 25   |
| 1981年     | カーボベルデ フランス                                                                                    | 2                            | 27   |
| 1982年     | オランダ                                                                                                 | 1                            | 28   |
| 1985年     | オーストラリア                                                                                           | 1                            | 29   |
| 1986年     | マーシャル諸島 ミクロネシア連邦                                                                          | 2                            | 31   |
| 1988年     | ハイチ                                                                                                   | 1                            | 32   |
| 1989年     | カンボジア リヒテンシュタイン ニュージーランド                                                           | 3                            | 35   |
| 1990年     | アンドラ チェコ スロバキア ハンガリー アイルランド モザンビーク ナミビア ルーマニア サントメ・プリンシペ | 9                            | 44   |
| 1991年     | クロアチア マケドニア スロベニア                                                                         | 3                            | 47   |
| 1992年     | アンゴラ パラグアイ スイス                                                                               | 3                            | 50   |
| 1993年     | ギニアビサウ セーシェル                                                                                  | 2                            | 52   |
| 1994年     | イタリア パラオ                                                                                          | 2                            | 54   |
| 1995年     | ジブチ モーリシャス モンテネグロ セルビア 南アフリカ共和国 スペイン                                      | 6                            | 60   |
| 1996年     | ベルギー                                                                                                 | 1                            | 61   |
| 1997年     | ネパール                                                                                                 | 1                            | 62   |
| 1998年     | アルメニア アゼルバイジャン ブルガリア エストニア リトアニア ポーランド                                  | 6                            | 68   |
| 1999年     | カナダ トルクメニスタン                                                                                  | 2                            | 70   |
| 2000年     | コートジボワール マルタ ウクライナ                                                                       | 3                            | 73   |
| 2002年     | キプロス 東ティモール イギリス                                                                           | 3                            | 76   |
| 2004年     | ブータン ギリシャ サモア セネガル トルコ                                                                 | 5                            | 81   |
| 2005年     | メキシコ モルドバ                                                                                        | 2                            | 83   |
| 2006年     | ジョージア フィリピン                                                                                    | 2                            | 85   |
| 2007年     | アルバニア キルギス ルワンダ                                                                             | 3                            | 88   |
| 2008年     | ウズベキスタン                                                                                           | 1                            | 89   |
| 2009年     | アルゼンチン ボリビア ブルンジ トーゴ                                                                    | 4                            | 93   |
| 2010年     | ガボン                                                                                                   | 1                            | 94   |
| 2012年     | ラトビア モンゴル国                                                                                      | 2                            | 96   |
| 2014年     | マダガスカル                                                                                             | 1                            | 97   |
| 2015年     | コンゴ共和国 フィジー スリナム                                                                           | 3                            | 100  |
| 2016年     | ベナン ナウル                                                                                            | 2                            | 102  |
| 2017年     | ギニア                                                                                                   | 1                            | 103  |
| 2019年     | ボスニア・ヘルツェゴビナ                                                                                 | 1                            | 104  |
| 2020年     | チャド                                                                                                   | 1                            | 105  |
| 2021年     | カザフスタン シエラレオネ                                                                                | 2                            | 107  |
| 2022年     | 中央アフリカ共和国 パプアニューギニア                                                                    | 2                            | 109  |
| 2024年     | ジンバブエ                                                                                               | 1                            | 110  |